# Judds Pool Provincial Park
Judds Pool Provincial Park är en park i Kanada.   Den ligger i provinsen Nova Scotia, i den östra delen av landet, 1 100 km öster om huvudstaden Ottawa. Judds Pool Provincial Park ligger 46 meter över havet.
Terrängen runt Judds Pool Provincial Park är platt. Trakten är glest befolkad. 
I omgivningarna runt Judds Pool Provincial Park växer i huvudsak blandskog.